# Alain Sutter
Alain Sutter (Bern, 22 januari 1968) is een Zwitsers voormalig voetballer die speelde als middenvelder. Zijn broer Réne was en diens zoon Nicola is een profvoetballer.

## Carrière
Sutter speelde in de jeugd van SC Bümpliz, maar maakte zijn profdebuut voor Grasshopper. Hij speelde tussen 1987 en 1988 een seizoen voor BSC Young Boys waarna hij terugkeert naar Grasshopper. In 1993 tekende hij een contract bij het Duitse 1. FC Nürnberg, na één seizoen plukte Bayern München hem daar weg om vervolgens één jaar bij hen te spelen. Na Bayern speelde hij nog voor SC Freiburg en het Amerikaanse Dallas Burn. Hier kwam zijn carrière vroegtijdig ten einde, door in een gat van het veld te stappen.
Met Grasshopper won hij in 1990 en 1991 de landstitel en in 1989 en 1990 de beker. Met Dallas won hij de Lamar Hunt US Open Cup in 1997.
Tussen 1986 en 1996 speelde Sutter voor Zwitserland 61 interlands waarin hij 5 keer kon scoren. Zo nam hij deel aan het WK 1994, maar werd thuis gelaten voor het Europees kampioenschap in 1996. Naar verluidt omdat hij had geprotesteerd tegen de Franse kernproeven door een spandoek te ontvouwen voor de kwalificatiewedstrijd van hun land met Zweden.
Na zijn loopbaan als speler bleef Sutter in het voetbal hangen, hij zetelde in de raad van bestuur FC Winterthur en Grasshopper alvorens sportief directeur te worden bij FC St. Gallen.

## Erelijst
- Grasshopper Club Zürich
  - Landskampioen: 1990, 1991
  - Zwitserse voetbalbeker: 1989, 1990
- Dallas Burn
  - Lamar Hunt US Open Cup: 1997